# Filip Łobodziński
Filip Łobodziński (ur. 24 marca 1959 w Warszawie) – polski dziennikarz i tłumacz, muzyk Zespołu Reprezentacyjnego. Znany także jako aktor dziecięcy.

## Życiorys
Ukończył VI Liceum Ogólnokształcące im. Tadeusza Reytana w Warszawie (1978) i iberystykę na Uniwersytecie Warszawskim.

### Film
W dzieciństwie wystąpił w filmach Abel, twój brat Janusza Nasfetera (1970), Podróż za jeden uśmiech (1971) i Stawiam na Tolka Banana Stanisława Jędryki (1973), Poszukiwany, poszukiwana Stanisława Barei (1973) i Mysz Wiktora Skrzyneckiego (1979). Podkładał również głos do polskich wersji językowych filmów zagranicznych. W 2009, po 30 latach przerwy, powrócił na ekran w krótkometrażowym filmie Groby.
W 2008 napisał scenariusz filmu fabularnego Dumka, do wyreżyserowania którego przygotowywała się Kasia Adamik.
Wystąpił w teledysku Yugopolis i Macieja Maleńczuka Gdzie są przyjaciele moi, w którym razem z Henrykiem Gołębiewskim odtworzył rolę z serialu Podróż za jeden uśmiech.

### Muzyka
Na studiach iberystycznych, wspólnie z Jarosławem Gugałą, założył grupę muzyczną o nazwie Zespół Reprezentacyjny, z którą nagrał płyty: Za nami noc... (pieśni Lluisa Llacha) (1985), Śmierć za idee – ballady Georgesa Brassensa (1986), Sefarad (1991), Pornograf (1993), Kumple to grunt (2007) i Mur – piosenki Lluisa Llacha (2014). Zespół, w którym Łobodziński jest gitarzystą i wokalistą, wykonuje piosenki katalońskiego barda Lluisa Llacha i francuskiego piosenkarza Georges’a Brassensa. We wrześniu 2005 w Barcelonie wręczył Lluisowi Llachowi medal na 25-lecie „Solidarności”.
Od 1983 do 2004 współpracował (sporadycznie) z zespołem Filharmonia im. Romualda Traugutta, specjalizującym się w polskim repertuarze patriotycznym.
Jest autorem hiszpańskich tekstów dwóch piosenek śpiewaczki operowej Małgorzaty Walewskiej na płycie Mezzo i trzech polskich tekstów piosenek do płyty Ciepło zimno jazzowej wokalistki Anny Serafińskiej i piosenki „Ema”, wykonywanej przez Pawła Kukiza na płycie Yugoton.
Jest autorem wszystkich polskich tekstów na płytę I na co mi to było? Justyny Steczkowskiej i serbskiej Boban i Marko Marković Orkestar.
W 2000 opublikował wspólnie z Grzegorzem Brzozowiczem książkę Sto płyt, które wstrząsnęły światem. Kronika czasów popkultury.
Napisał wstęp do wyboru piosenek hiszpańskojęzycznych, które w 2002 ukazały się na dwupłytowym wydawnictwie Vive El Amor - Tańcząc Z Bykiem Pod Rękę....
24 marca 2017 ukazało się wydawnictwo płytowe z jego tłumaczeniami piosenek Boba Dylana w aranżacjach zespołu dylan.pl (poza nim także Jacek Wąsowski z Elektrycznych Gitar, Marek Wojtczak i Tomasz Hernik z Zespołu Reprezentacyjnego i Krzysztof Poliński z zespołu Urszuli).

### Dziennikarstwo
Od 1988 jest dziennikarzem. Najpierw w  muzycznych miesięcznikach „Non Stop” (1988–1989) i „Rock’n’Roll” (1990–1991), potem redaktor działu zagranicznego dziennika „Obserwator Codzienny” (1992). Od 1992 do 2000 w redakcji Wiadomości TVP1, gdzie był reporterem, wydawcą, korespondentem zagranicznym i prezenterem. Przez pewien czas (1994) prowadził program Kawa czy herbata?.
W tym czasie współpracował też z miesięcznikami „Machina” i „Max”, i radiową Trójką.
W 1999 w Hawanie brał udział w rozmowach przedstawicieli dawnej polskiej i węgierskiej opozycji demokratycznej z dysydentami kubańskimi.
Po odejściu z telewizji krótko działał jako copywriter w agencji reklamowej Upstairs Young & Rubicam, by w 2001 wejść do redakcji tygodnika „Przekrój”. Od 2004 do 2011 był dziennikarzem tygodnika „Newsweek Polska”.
Od marca do grudnia 2009 był prowadzącym wznowionego po 5. latach programu kulturalnego TVP Pegaz. 5 grudnia program ponownie zniknął z anteny TVP.
Od sierpnia do października 2012 współpracował z kanałem Polsat News w roli prowadzącego program publicystyki międzynarodowej To był dzień na świecie.
Był współautorem wydanego przez Instytut Adama Mickiewicza kalendarza na rok 2009 – 1989 – Year of Peaceful Revolutions – 2009 – Twenty Years After. Zredagowany po angielsku kalendarz służył unaocznieniu zachodniej opinii publicznej roli Polski i Polaków w przemianach 1989 roku.
We wrześniu 2013 na antenie TVN24 zaczął prowadzić wspólnie z Agatą Passent (później dołączył też Max Cegielski) program Xięgarnia. Program zdjęto z anteny jesienią 2021.
Przez dwa lata (2013–2015) był także pracownikiem Departamentu Komunikacji Społecznej Ministerstwa Spraw Wewnętrznych. Następnie do lipca 2024 pracował w Najwyższej Izbie Kontroli.

### Tłumacz
Od 1995 tłumaczy literaturę z języka hiszpańskiego (m.in. Klub Dumas, Fechtmistrz, Szachownica flamandzka, W cieniu orła i cykl Przygody kapitana Alatriste Artura Pereza-Revertego (nagroda Instytutu Cervantesa w Warszawie za najlepszy przekład 2004 roku), Córka kanibala Rosy Montero, Zeszyty don Rigoberta Maria Vargasa Llosy, Na tropie Klingsora Jorge Volpiego), z katalońskiego i literaturę faktu i piosenki z języka angielskiego, głównie do filmów dziecięcych, m.in. Król lew, Toy Story, Aladyn, Szmacianki-Gałganki, Kacze opowieści, Chip i Dale: Brygada RR i dla teatru, w tym piosenki Latającego Cyrku Monty Pythona.
W 1995 przetłumaczył i wykonał piosenki do dobranocki BBC Pajączek. Jest też autorem nowego przekładu autobiografii Milesa Davisa Miles. Autobiografia.
Za przekład prozy Boba Dylana Tarantula został nominowany do Nagrody Literackiej Gdynia 2019.

## Życie prywatne
Jest w trzecim związku małżeńskim. tata dwóch córek: starszej Julii Mafaldy Blaisdell (ze związku z pierwszą żoną Anirą Wojan) i Marii Łobodzińskiej (zm. 1 października 2015, ze związku z Magdaleną Łobodzińską z d. Szkolnikowską). 

## Publikacje

### Publikacje autorskie
- (z Grzegorzem Brzozowiczem) Sto płyt, które wstrząsnęły światem. Kronika czasów popkultury, Warszawa 2000, s. 211. ISBN 83-207-1647-0.
- Moja osobista historia „Murów” – obszerny tekst w antologii Zostały jeszcze pieśni... (Jacek Kaczmarski wobec tradycji), Warszawa 2010. ISBN 978-83-61297-92-5.
- Filip Łobodziński?, Warszawa 2024, s. 432. ISBN 978-83-95234-99-6.

### Tłumaczenia
- Jean Vanier, „Iść naprzód”, w: id., Wspólnota, Warszawa 1985, s. 238. ISBN 83-7019-004-9 (z franc.)
- Patrick Michel, Kościół katolicki a totalitaryzm, Warszawa 1995, s. 210. ISBN 83-7054-088-0 (z franc.)
- Arturo Pérez-Reverte, Klub Dumas, Warszawa 1998, s. 459. ISBN 83-7200-151-0 (z hiszp.)
- Mario Vargas Llosa, Zeszyty don Rigoberta, Warszawa 1999, s. 365. ISBN 83-7200-283-5 (z hiszp.)
- Arturo Pérez-Reverte, Fechtmistrz, Warszawa 2000, s. 277. ISBN 83-7200-340-8 (z hiszp.)
- Arturo Pérez-Reverte, Szachownica flamandzka, Warszawa 2000, s. 397. ISBN 83-7200-245-2 (z hiszp.)
- Rosa Montero, Córka Kanibala, Warszawa 2001, s. 405. ISBN 83-7200-976-7 (z hiszp.)
- Jorge Volpi, Na tropie Klingsora, Warszawa 2002, s. 463. ISBN 83-7200-099-9 (z hiszp.)
- Alicia Giménez-Bartlett, Śmiertelny talk-show, Warszawa 2003, s. 268. ISBN 83-7392-045-5 (z hiszp.)
- Pedro Mairal, Noc z Sabriną Love, Warszawa 2004, s. 144. ISBN 83-7391-428-5 (z hiszp.)
- Arturo Pérez-Reverte, Kapitan Alatriste, Warszawa 2004, s. 223. ISBN 83-7319-569-6 (z hiszp.)
- Arturo Pérez-Reverte, W cieniu inkwizycji, Warszawa 2004, s. 239. ISBN 83-7319-613-7 (z hiszp.)
- Arturo Pérez-Reverte, Słońce nad Bredą, Warszawa 2005, s. 239. ISBN 83-7319-647-1 (z hiszp.)
- Arturo Pérez-Reverte, Złoto króla, Warszawa 2005, s. 263. ISBN 83-7319-745-1 (z hiszp.)
- Arturo Pérez-Reverte, Kawaler w żółtym kaftanie, Warszawa 2006, s. 335. ISBN 83-7319-917-9 (z hiszp.)
- Miles Davis, Quincy Troupe, Miles. Autobiografia, Warszawa 2006, s. 448. ISBN 83-923317-4-5 (z ang.)
- Brian Johnson, Gaz do dechy. Autobiografia legendarnego frontmana AC/DC, Bielsko-Biała 2012, s. 242. ISBN 978-83-7642-062-2 (z ang.)
- Roberto Malo, Francisco Javier Mateos, Marjorie Pourchet, Mama bohatera, Toruń 2012. ISBN 978-83-62737-11-6 (z hiszp.)
- Juan Darién, Wojna liczb, Toruń 2012. ISBN 978-83-62737-12-3 (z hiszp.)
- Carmen Laforet, Za żelazną kurtyną, Warszawa 2012. ISBN 978-83-244-0210-6 (z hiszp.)
- Roberto Mezquita, Bernardo Carvalho, Orzechowy łasuch, Toruń 2012. ISBN 978-83-62737-14-7 (z hiszp.)
- Joel McIver, Slayer. Krwawe rządy, Czerwonak 2013. ISBN 978-83-60157-74-9 (z ang.)
- Joyce Johnson, Własnym głosem. Samotne zwycięstwo Jacka Kerouaca, Warszawa 2015. ISBN 978-83-61432-57-9 (z ang.)
- Bob McCabe (red.), Monty Python. Autobiografia według Monty Pythona, Poznań 2015. ISBN 978-83-7976-309-2 (z ang.)
- John Coltrane, Coltrane według Coltrane’a. Wywiady z Johnem Coltrane’em, red. Chris De Vito, Warszawa 2017. ISBN 978-83-942140-5-0 (z ang.)
- Bob Dylan, Duszny kraj. Wybrane utwory z lat 1962–2012, wybór, przekład, komentarze i posłowie F. Łobodziński, Stronie Śląskie 2017. ISBN 978-83-65125-43-9 (z ang.)
- Patti Smith, Tańczę boso, fotografie Frank Stefanko, Stronie Śląskie 2017. ISBN 978-83-65125-56-9 (z ang.)
- Bob Dylan, Tarantula, przekład i komentarze F. Łobodziński, Stronie Śląskie 2018. ISBN 978-83-65125-48-4 (z ang.)
- Pablo Neruda, Księga pytań, il. Isidro Ferrer, Toruń 2018. ISBN 978-83-65480-38-5 (z hiszp.)
- Simon Reynolds, Retromania. Jak popkultura żywi się własną przeszłością, Warszawa 2018. ISBN 978-83-942140-9-8 (z ang.)
- Patti Smith, Nie gódź się, wiersze i piosenki z lat 1970–2012, wybór, komentarze i posłowie F. Łobodziński, fotografie Steven Sebring, Stronie Śląskie 2019. ISBN 978-83-65125-83-5 (z ang.)
- Quino, Mafalda. Wszystkie komiksy, tom 1, Warszawa 2020. ISBN 978-83-10-13404-2 (z hiszp.)
- Iban Barrenetxea, Bombastica Naturalis, Lublin 2020. ISBN 978-83-951105-8-0  (z hiszp.)
- Salvador Espriu, Skóra byka i inne utwory, Stronie Śląskie 2020. ISBN 978-83-66487-09-3 (z katalońskiego)
- Jon Savage, Przenikliwe światło, słońce i cała reszta. Joy Division w ustnych relacjach, Warszawa 2020. ISBN 978-83-95234-94-1 (z ang.)
- Quino, Mafalda. Wszystkie komiksy, tom 2, Warszawa 2020. ISBN 978-83-10-13405-9 (z hiszp.)
- John Lennon, Przestworzone rzeczy, Stronie Śląskie 2020. ISBN 978-83-66487-26-0 (z ang.)
- Barney Hoskyns, Tom Waits. Życie na poboczu, Warszawa 2021. ISBN 978-83-95234-96-5 (z ang.)
- Bob Dylan, Przekraczam Rubikon, Kołobrzeg 2021. ISBN 978-83-66487-56-7 (z ang.)
- Opal Whiteley, Historia Opal. Pamiętnik rozumiejącego serca, Warszawa 2022. ISBN 978-83-952-3497-2 (z ang.)
- Nick Cave, Rewolta w niebie, Kołobrzeg 2022. ISBN 978-83-67249-68-3 (z ang.)
- Rosecrans Baldwin, Los Angeles. Miasto-państwo w siedmiu lekcjach, Wołowiec 2022. ISBN 978-83-8191-545-8 (z ang.)
- Howard Sounes, Ciągle w drodze. Życie Boba Dylana, Warszawa 2023. ISBN 978-83-952349-8-9 (z ang.)
- Arturo Pérez-Reverte, W cieniu orła, Warszawa 2024. ISBN 978-83-681912-9-5 (z hiszp.)
- Ben Ratliff, John Coltrane: opowieść o brzmieniu, Warszawa 2025. ISBN 978-83-952349-8-9 (z ang.)

## Filmografia

### Filmy fabularne i seriale
- 1970: Abel, twój brat – Karol Matulak
- 1971: Podróż za jeden uśmiech – Janusz „Duduś” Fąferski
- 1973: Stawiam na Tolka Banana – Julek Seratowicz
- 1973: Poszukiwany, poszukiwana – Antoś Górecki
- 1979: Mysz – Krzysztof
- 2006: Bulionerzy – dziennikarz (odc. 64)
- 2007: Ekipa – dziennikarz Goraj (odc. 2, 4)
- 2007: Determinator – Marian Rychlik (odc. 5–6)
- 2009: Groby – Filip Ł.

#### Polski dubbing
- 1969: Na szlaku wojennych przygód – Ondra
- 1969: Winnetou i Apanaczi – Happy
- 1969: Hugo i Józefina – Hugo
- 1970: Straszne skutki awarii telewizora – Maciej
- 1970: Wujaszek czarodziej – Gyuszi Balogh
- 1971: Pippi – Tommy
- 1971: Przygody żółtej walizeczki – Pietia
- 1972: Jeże rodzą się bez kolców – Dembi
- 1972: Słoń z indyjskiej dżungli – Nuru
- 1973: Rodzina Straussów – Edi
- 1973: Elżbieta, królowa Anglii – Edward VI
- 1976: Premia
- 1985: Śmierć w Wenecji – Tadzio

### Tłumaczenie piosenek
- 1988: Wuzzle – czołówka (wraz z Anirą Wojan)
- 1991–1992: Chip i Dale: Brygada RR (oprócz odc. 14)
- 1991–1993: Kacze opowieści (pierwsza wersja dubbingowa) – czołówka
- 1991–1992: Leśna rodzina – czołówka
- 1991: Kacze opowieści. Poszukiwacze zaginionej lampy
- 1993: Aladyn
- 1994: Dzielny Agent Kaczor (pierwsza wersja dubbingowa) – czołówka
- 1994, 2003: Król lew
- 1994–1995: Przygody Myszki Miki i Kaczora Donalda (pierwsza wersja dubbingowa)
- 1995: Pajączek – czołówka
- 1995–2004: Aladyn – czołówka
- 1996–1997: Karolina i jej przyjaciele – czołówka
- 1997: Aladyn i król złodziei
- 1997: Pinokio
- 1997: Herkules
- 1996: Toy Story
- 1998–2003: Timon i Pumba
- 1999: Król lew II: Czas Simby
- 1999–2000: Przygody Misia Paddingtona (odc. 1–13)
- 2000: Toy Story 2 – „Ty druha we mnie masz”[a]
- 2001: Aladyn: Powrót Dżafara
- 2001: Nowe szaty króla
- 2002: Potwory i spółka
- 2002: Dzwonnik z Notre Dame II
- 2003: Herkules
- 2004: Rogate ranczo
- 2005: Nowe szaty króla 2: Kronk – Nowe wcielenie
- 2005: Miasteczko Halloween
- 2006: Bambi II (oprócz „Piosenki wiosennej”)
- 2006: Kaczor Donald przedstawia (odc. 1–43)
- 2006: Auta – „Droga sześć i sześć”
- 2007: Kacze opowieści (druga wersja dubbingowa) – czołówka[b]
- 2010: Toy Story 3 – „Ty druha we mnie masz”[a]
- 2016: Lwia Straż  – „Hakuna Matata” (odc. 15)[c]
- 2017–2021: Kacze opowieści – czołówka[b]
- 2019: Aladyn (oprócz „Milczeć”)[d]
- 2019: Król lew (oprócz „Dam wam znak”, „Duch”, „Gościem bądź”)[c]